# Hang Tám Cô
Hang Tám Cô, tên chính thức là hang 8 Thanh niên xung phong, là di tích lịch sử gắn liền với việc 8 thanh niên xung phong gồm 4 nam, 4 nữ hi sinh trong chiến tranh kháng chiến chống Mỹ .
Hang Tám Cô thuộc xã Tân Trạch, huyện Bố Trạch, tỉnh Quảng Bình, nằm trên con Đường 20 - Quyết Thắng nay là Đường tỉnh 562. Hang cách ngã tư với đường Hồ Chí Minh cỡ 3 km hướng Tây Nam .
Đường 20 – Quyết Thắng dài 125 km từ Phong Nha (Quảng Bình) đi Aky, Ta Lê đến Phulanhich (tỉnh Khammuane, Lào). Trong chiến tranh Việt Nam đây là một con đường huyết mạch chiến lược hết sức quan trọng trong công tác vận tải chi viện vào chiến trường Miền Nam. Trong cuộc chiến, quân đội Hoa Kỳ xác định đây là những điểm giao thông quan trọng, vận chuyển vũ khí, lương thực, xăng dầu,... vào chiến trường miền Nam nên quân đội Hoa Kỳ đã tập trung nhiều máy bay thả bom nhằm cắt đứt tuyến đường.

## Tên gọi
Hang Tám Cô có tên gọi từ trước năm 1972. Các tài liệu, ghi chép cho biết cạnh hang động mà 8 thanh niên xung phong hy sinh có một trạm giao liên, mỗi đợt tiếp quản có tám người thay nhau. Từ lúc có 8 cô gái trẻ đến tiếp quản trạm, tính tình hiền lành, vui vẻ người dân yêu quý đặt luôn cho tên hang động này là hang Tám Cô.

## Lịch sử
Thực hiện chiến dịch vận chuyển mùa khô 1970–1971, Bộ Tư lệnh Đoàn 559 quyết định tăng cường thêm lực lượng thanh niên xung phong của các tỉnh thuộc Quân khu 4 cho tuyến đường. 8 thanh niên xung phong nguyên quán huyện Hoằng Hoá, tỉnh Thanh Hoá thuộc Đại đội 217 được Đoàn 559 bổ sung vào Đội Thanh niên xung phong 25, Ban xây dựng 67 công tác tại tuyến đường từ ngày 20/6/1971.
Ngày 7/6/1972, Đội Thanh niên xung phong 25 được tuyên dương tập thể Anh hùng Lao động với những thành tích phá bom thông tuyến, ngày đêm bám mặt đường, bảo đảm cho hàng chục ngàn xe pháo và bộ đội vượt đường an toàn chi viện cho chiến trường miền Nam trong khi quân đội Hoa Kỳ liên tục dội bom xuống khu vực. Ước tính mỗi người phải chịu đựng trên 600 quả bom cỡ lớn và hàng vạn tấn bom đạn các loại.
Ngày 14/11/1972, Đại đội Thanh niên xung phong 217 nhận được lệnh của Bộ Tư lệnh Đoàn 559: cấp tốc giải toả giao thông cho đoàn xe quân sự gồm 150 chiếc vượt qua tuyến đường chở vũ khí, hàng hoá vào miền Nam. Do tình hình trong chiến trường miền Nam mau lẹ, việc thua trận tại một số trận đánh khiến quân đội Hoa Kỳ liên tục điều không lực tấn công tuyến đường.
Trong ngày máy bay Hoa Kỳ "cày xới" tuyền đường, hết lượt này đến lượt khác, khi máy bay đi đội thanh niên xung phong lại xông ra làm đường sau đó rút về hầm khi có báo động. Chiều 14/11/1972, khi việc khôi phục giao thông sắp hoàn thành thì có báo động máy bay Hoa Kỳ oanh tạc, các chiến sĩ trong đơn vị đã kịp rút về hầm trú ẩn, 8 thanh niên xung phong chỉ kịp chạy vào trú ẩn tại một hang đá lớn.
Khi hết máy bay, các tổ thanh niên xung phong lại tiếp tục lao ra mặt đường. Mọi người hoảng hốt khi một tảng đá lớn lấp kín cửa hang nơi có 8 thanh niên xung phong đang ẩn nấp. Ngay lập tức chỉ huy Đội thanh niên xung phong 25 và Binh trạm 14 đã tìm mọi biện pháp để cứu đồng đội nhưng phương tiện cứu trợ ít ỏi, thô sơ, và thời gian chiến tranh cấp bách nên không thể cứu được 8 thanh niên xung phong trong hang.

## Tám thanh niên xung phong
| Họ tên            | Năm sinh | Tuổi lúc hy sinh | Chức vụ  | Giới tính | Nguyên quán                                 |
| ----------------- | -------- | ---------------- | -------- | --------- | ------------------------------------------- |
| Nguyễn Văn Huệ    | 1952     | 20 tuổi          | Chiến sĩ | Nam       | xã Hoằng Trường, huyện Hoằng Hóa, Thanh Hóa |
| Nguyễn Văn Phương | 1954     | 18 tuổi          | Chiến sĩ | Nam       | xã Hoằng Trường, huyện Hoằng Hóa, Thanh Hóa |
| Hoàng Văn Vụ      | 1953     | 19 tuổi          | Chiến sĩ | Nam       | xã Hoằng Hà, huyện Hoằng Hóa, Thanh Hóa     |
| Nguyễn Mậu Kỷ     | 1947     | 25 tuổi          | Chiến sĩ | Nam       | xã Hoằng Đạt, huyện Hoằng Hóa, Thanh Hóa    |
| Trần Thị Tơ       | 1954     | 18 tuổi          | Chiến sĩ | Nữ        | xã Hoằng Trường, huyện Hoằng Hóa, Thanh Hóa |
| Lê Thị Lương      | 1953     | 19 tuổi          | Chiến sĩ | Nữ        | xã Hoằng Thịnh, huyện Hoằng Hóa, Thanh Hóa  |
| Đỗ Thị Loan       | 1952     | 20 tuổi          | Chiến sĩ | Nữ        | xã Hoằng Ngọc, huyện Hoằng Hóa, Thanh Hóa   |
| Lê Thị Mai        | 1952     | 20 tuổi          | Chiến sĩ | Nữ        | xã Hoằng Thịnh, huyện Hoằng Hóa, Thanh Hóa  |

Theo Thanh Niên Online, một số nhân chứng cho rằng ở Hang Tám Cô chỉ có 8 người nêu trên. Tuy nhiên, một số nhân chứng khác khẳng định ngoài 8 liệt sĩ này, còn có 5 liệt sĩ pháo binh, gồm: Mai Đức Hùng (quê Nam Định), Đinh Công Đính (Nam Định), Nguyễn Văn Quận (Tuyên Quang), Sầm Văn Mắc (Lào Cai) và Nguyễn Văn Thủy (Hà Giang).
Cuối năm 2017, Bộ Lao động - Thương binh - Xã hội công bố qua giám định DNA đã xác định có 3 người trong hang gồm Trần Thị Tơ (thanh niên xung phong), Nguyễn Văn Quận (pháo binh) và Sầm Văn Mắc (pháo binh). Kết quả này được xác định từ 3 trong 4 phần mộ còn lại được quy tập tại nghĩa trang Thọ Lộc, Bố Trạch (tổng số ở đây có 6 phần mộ, trong đó có 2 mộ bị bốc trộm hài cốt). Đây là những hài cốt được phát hiện năm 1998, trong khi đó 8 phần mộ liệt sĩ được quy tập về nghĩa trang liệt sĩ huyện Hoằng Hóa năm 1996 không có hài cốt.

## Diễn biến
Ủy viên Thường vụ, Trưởng ban Tổ chức Đoàn thanh niên Ban 67 Mai Duy Phúc đã có mặt tại hiện trường ngay ngày hôm sau. Ông kể lại "...Lúc đó chúng tôi đưa ra các phương án khác nhau. Bắn mìn phá cửa hang thì sợ sức ép làm 8 người không sống được. Chỉ còn cách dùng xe xích móc cáp vào hòn đá chắn cửa hang để kéo ra. Trước mắt, để duy trì sự sống cho anh em trong đó, chúng tôi nấu cháo loãng, dùng ống tuy ô luồn vào kẽ hở rồi đổ cháo qua đường ống.
Khi luồn ống vào chừng 5 - 6 m, thấy ống tuy ô động đậy, anh em ghé vào nói lớn: "Trong ấy thế nào rồi?", thì có tiếng đàn ông vọng ra: "Cứu các em với!". "Suốt mấy ngày vật vã, nhưng anh em không tài nào kéo được hòn đá ra khỏi cửa hang. Đến ngày thứ 9 thì không còn nghe được tiếng kêu, chắc anh em đã hy sinh cả. Sau đó, đơn vị đã lập thủ tục để báo cáo về sự hy sinh của 8 thanh niên xung phong ra Trung ương...".

## Tưởng niệm
Sau sự hy sinh của 8 thanh niên xung phong, Trung ương Đoàn quyết định truy tặng liệt sĩ cho 8 anh hùng.
Sau thời kỳ chiến tranh cùng nhiều biến động trong nước việc tìm hài cốt 8 liệt sĩ được nêu ra lần đầu tháng 9/1995, tại Hội nghị thanh niên xung phong tiêu biểu của tỉnh Quảng Bình.
Ngày 22/3/1996, lực lượng tìm kiếm đã nổ quả mìn đầu tiên phá hòn đá lớn chắn cửa hang. Ngày 11/5/1996, phát hiện thấy bộ hài cốt đầu tiên được xác định là của liệt sĩ Hoàng Văn Vụ và một cụm xương, tóc, răng cùng một số kỷ vật lẫn lộn. Do liệt sĩ Hoàng Văn Vụ là người Công giáo, có đeo tượng thánh giá trên cổ, khi phát hiện vẫn còn nên hài cốt của anh được để riêng. 7 tiểu sành khác tách từ cụm xương, tóc, răng, được cho là hài cốt 7 thanh niên xung phong còn lại và không xác định được cụ thể tên tuổi từng liệt sĩ.
Ngày 4/6/1996, tỉnh Quảng Bình đã làm lễ bàn giao, đưa tiễn 8 liệt sĩ về an táng tại nghĩa trang liệt sĩ ở quê nhà huyện Hoằng Hóa. Cuộc tìm kiếm hài cốt liệt sĩ Hang Tám Cô kết thúc.
Tại cửa hang một nhà bia tưởng niệm được xây dựng để tri ân 8 liệt sĩ.
Năm 2010, Chủ tịch Nước Cộng hòa xã hội chủ nghĩa Việt Nam đã truy tặng danh hiệu Anh hùng Lực lượng Vũ trang Nhân dân cho tập thể liệt sỹ thanh niên xung phong hi sinh tại hang Tám Cô.

## Câu chuyện xung quanh
Do việc làm thiếu trách nhiệm trong khi tìm hài cốt liệt sĩ, nên sau khi tổ chức lễ đưa tiễn, 6 bộ hài cốt khác được tìm thấy trước sự dấu nhẹm của Sở Lao động Thương binh Xã hội về tập kết và xây mộ liệt sĩ vô danh.
Năm 2017, tỉnh ủy Quảng Bình kết luận sai phạm, nhưng sau đó rút lại kết luận. Việc đưa tiễn về Thanh Hóa ngưng lại.
Theo yêu cầu từ Bộ Lao động Thương binh Xã hội sẽ kiểm tra DNA thân nhân các liệt sĩ trùng khớp để xác định danh tính.